# Rivière Harricana
Der Rivière Harricana (französisch; in Québec) oder Harricanaw River (englisch; in Ontario), oft auch als „Harricana River“ bezeichnet, ist ein Fluss im Westen von Québec und im Nordosten von Ontario in Kanada.

## Flusslauf
Er hat eine Länge von 533 km, ein Einzugsgebiet von 29.300 km², sowie einen mittleren Abfluss von 570 m³/s. Während 80 % des Einzugsgebiets in Québec liegen, fließt der Fluss ein kurzes Stück durch Ontario, bevor er sich in die Hannah Bay am südlichen Ende der James Bay ergießt. Kurz vor der Mündung trifft der Kesagami River von links auf den Rivière Harricana.
Seine Ursprünglichkeit, die leichte Zugänglichkeit seines Oberlaufs und die Möglichkeit, bis nach Moosonee zu paddeln, machen den Harricana beliebt für Kanutouristen.

## Geographie
Der Harricana River hat seinen Ursprung im Lac Blouin etwas nördlich von Val-d’Or. Hier liegen auch die Seen Lac De Montigny und Lac Lemoine. Der Fluss durchfließt eine Reihe von Seen, darunter den See Lac Malartic. Nach dem Passieren der Stadt Amos durchfließt er einen weiteren bedeutenden See: Lac Obalski.
Nördlich von Amos durchquert der Fluss ein stark bewaldetes Gebiet, wo extensive Holzwirtschaft stattfindet. Zu seiner Mündung hin zur Hannah Bay nimmt der Waldbestand immer mehr ab und wird durch eine Sumpflandschaft ersetzt. Hier erreicht der Harricana eine hohe Fließgeschwindigkeit bei einem gleichzeitig geringen Gefälle.

### Zuflüsse
Nennenswerte Zuflüsse des Harricana sind (in Abstromrichtung):
- Rivière Berry
- Rivière Desboues
- Rivière Miniac
- Rivière Octave
- Rivière Coigny
- Rivière Plamondon
- Rivière Samson
- Rivière Turgeon
  - Rivière Théo
  - Rivière Wawagosic
- Kesagami River